# Eliane Maciel
Eliane Maciel (Rio de Janeiro, 1965) é professora, jornalista e autora de vários livros. Colunista na imprensa carioca, trabalhou em vários cadernos femininos, de cultura e de educação. Consultora na área social, foi voluntária em grupos de auxílio a portadores de HIV/AIDS, tendo realizado palestras e workshops de conscientização com professores, alunos e pais em muitas escolas públicas em todo o país. É redatora e produtora com experiência na área editorial, de vídeo e TV.
Tem quinze livros publicados, todos dirigidos ao público infanto-juvenil.
Tornou-se conhecida no final da década de 1980, ao lançar seu livro autobiográfico Com licença, eu vou à luta, o primeiro de todos, levado para o cinema em 1986.
Em seguida, vieram Na luta, sem pedir licença, O grande escarcéu, A vida é agora e Para onde foi o meu futuro?!, entre outros.
Eliane tem cinco filhos.